# Hermann Schmitt
Hermann Schmitt (* 22. Mai 1874 in Dresden; † 28. April 1932 in St. Blasien) war ein deutscher Jurist und 1923 amtierender sächsischer Innenminister.

## Leben und Wirken
Hermann Schmitt war der Sohn von Rudolf Schmitt, Professor für Chemie am Polytechnikum in Dresden und Namensgeber der Kolbe-Schmitt-Reaktion.
Er studierte Rechtswissenschaft in München und Leipzig und promovierte 1897 zum Dr. jur. Nach Studien in Paris trat er 1903 in den sächsischen Verwaltungsdienst ein. 1918 bis 1922 war er Ministerialdirektor der 1. Abteilung im Sächsischen Innenministerium, im Januar 1923 trat er in den Ruhestand.
Vom 29. Oktober 1923 bis 31. Oktober 1923 wurde er vom Reichskommissar für den Freistaat Sachsen als Reichskommissar an Stelle von Hermann Liebmann mit der Wahrnehmung der Geschäfte als amtierender Sächsischer Innenminister betraut. Ab Oktober 1927 arbeitete er als Abteilungsleiter beim Reichssparkommissar Moritz Saemisch.
1924 wurde er Honorarprofessor an der Technischen Hochschule Dresden und erhielt im Rahmen der Jahrhundertfeier im Jahr 1928 den Titel des Dr.-Ing. E.h verliehen.
Bereits 1924 wurde er zum Ehrensenator der TH Dresden berufen.
Schmitt war Aufsichtsratsvorsitzender der Chemischen Fabrik v. Heyden in Radebeul, Mitglied des Aufsichtsrats der Sachsenwerke Licht und Kraft AG und der Bank für Brauindustrie. Darüber hinaus war er Vorsitzender der Gesellschaft der Freunde und Förderer der Technischen Hochschule Dresden sowie Präsident der Verwaltungsakademie Dresden.
Bereits 1916 wurde der „Rosenplatz“ in der „Blumensiedlung“ in Niedersedlitz auf Antrag der Baugenossenschaft Dresden-Land aus Anerkennung um sein dortiges Wirken in „Hermann-Schmitt-Platz“ umbenannt.